# Anaëlle Bondoux
Anaëlle Bondoux, née le 2 juillet 2004 à Grenoble, est une biathlète française.

## Parcours sportif
Lors de la saison 2023-2024, elle signe sa première victoire sur le circuit IBU Cup en remportant la poursuite à Sjusjøen le 15 décembre 2023.
Elle remporte le petit globe de la mass-start lors de la saison 2023-2024 sur le circuit IBU Cup après sa victoire sur la Mass-Start 60 à Obertilliach le 9 mars 2024.
Elle est sélectionnée pour les championnats du monde juniors 2025 à Östersund où elle décroche la médaille d'argent sur la Mass Start 60 derrière Sara Andersson et devant Oleksandra Merkushyna, et la médaille d'or du relais avec Célia Henaff, Voldiya Galmace-Paulin et Amandine Mengin devant l'Allemagne et la Norvège.

## Palmarès

### IBU Cup
- Vainqueur du classement de la mass-start en 2024.
- 2 podiums individuels, dont deux victoires.

 Dernière mise à jour le 9 mars 2024 

#### Podiums individuels en IBU Cup
| Podiums individuels en IBU Cup | Podiums individuels en IBU Cup | Podiums individuels en IBU Cup | Podiums individuels en IBU Cup | Podiums individuels en IBU Cup | Podiums individuels en IBU Cup |
| n°                             | Saison                         | Date                           | Lieu                           | Épreuve                        | Résultat                       |
| ------------------------------ | ------------------------------ | ------------------------------ | ------------------------------ | ------------------------------ | ------------------------------ |
| 1                              | 2023-2024                      | 15-12-2023                     | Sjusjøen                       | Poursuite 10 km                | Médaille d'or                  |
| 2                              | 2023-2024                      | 09-03-2024                     | Obertilliach                   | Mass-Start 60 12 km            | Médaille d'or                  |

### Championnats d'Europe
| Édition \ Épreuve   | Individuel | Sprint | Poursuite | Relais mixte | Relais mixte simple |
| ------------------- | ---------- | ------ | --------- | ------------ | ------------------- |
| Brezno-Osrblie 2024 | 25e        | 27e    | 44e       | —            | 9e                  |

Légende :
- —: non disputée par Anaëlle Bondoux

### Championnats du monde juniors
| Mondiaux / Épreuve  | Cat.    | Individuel | Sprint | Poursuite                        | Mass start 60                    | Relais               | Relais mixte |
| 2023 Chtchoutchinsk | Juniors | —          | 4e     | 4e                               | Épreuve inexistante à cette date | —                    | —            |
| 2025 Östersund      | Juniors | 16e        | 11e    | Épreuve inexistante à cette date | Médaille d'argent, monde         | Médaille d'or, monde | —            |

Légende :
- : deuxième place, médaille d'argent
- — : non disputée par Anaëlle Bondoux